# Leni (famiglia)
La famiglia Leni è stata una nobile famiglia romana, proveniente dal patriziato civico. Ad essa appartennero l'architetto Giuliano, Curatore della Fabbrica di San Pietro, e il cardinale Giovanni Battista.

## Storia

### Origini
Le prime testimonianze della famiglia nei documenti romani risalgono alla prima metà del Duecento: i membri del casato, indicato come de Lignis o de Lenis, sono già preceduti in queste date dagli appellativi di dominus o nobilis. L'alta posizione sociale dei Leni, famiglia di ceto mercantile, è confermata dall'incarico di Consigliere dell'Urbe ricoperto dal loro primo membro noto: Bartolomeo di Alessio di Pietro Leni, tra i firmatari, come Consigliere, di un trattato tra Roma e Perugia stipulato il 12 marzo 1242. Vari documenti testimoniano la grande disponibilità economica della famiglia nel corso del XIII secolo; dopo un lungo silenzio causato dall'assenza di fonti archivistiche, i Leni ricompaiono nuovamente tra le principali famiglie mercantili dell'Urbe nel 1369, anno in cui Cecco di Alessio è tra coloro che approvano i nuovi statuti dei mercanti della città.

### L'apogeo nel Quattrocento
Nel corso del Quattrocento la famiglia, i cui vari rami risiedono nel rione Pigna, si afferma definitivamente nel patriziato romano: nel 1419 Lorenzo Martino Leni ricopre per la prima volta la carica di Conservatore (che ricoprirà nuovamente nel 1420, 1432 e 1437-1438); suo figlio Pietro ottiene un ambitissimo e remunerativo canonicato in Santa Maria Maggiore. I Leni si imparentano con alcune delle principali famiglie del patriziato, tra cui gli Astalli, i Porcari, i Santacroce, i Crescenzi; altri membri ricoprono le maggiori cariche civiche (Battista di Lorenzo Martino è Conservatore nel 1449 e 1467, cancelliere dell'Urbe nel 1452 e, soprattutto, si aggiudica remunerativi monopòli sulle gabelle). Nella seconda metà del secolo, Luca Leni, dottore in utroque, è canonico di Santa Maria Maggiore e Chierico della Camera Apostolica dal 1459, Pietro, da laico Conservatore, è poi Canonico di San Pietro. Altrettanto prestigioso è il ramo generato da un altro figlio di Lorenzo Martino, Evangelista, nel 1457 podestà di Velletri, nel 1484 Conservatore.

### Giuliano e il declino
Il personaggio principale della famiglia nel XVI secolo è Giuliano (1467/1478-1530), figlio di Mariano (a sua volta figlio di Evangelista) e di Antonina Tebaldi: architetto militare, lodato dal Vasari, è il progettista del palazzo del Sant'Uffizio e ricopre l'altissimo incarico di Curatore della Fabbrica di San Pietro. Nella seconda metà del Cinquecento i Leni vanno incontro a un lento declino, pur continuando a ricoprire le cariche patrizie di Conservatore e Priore dei Caporioni e a stringere alleanze matrimoniali con importanti famiglie come i Del Bufalo, i Cardelli, i Caffarelli, i Boccapaduli.

### L'estinzione

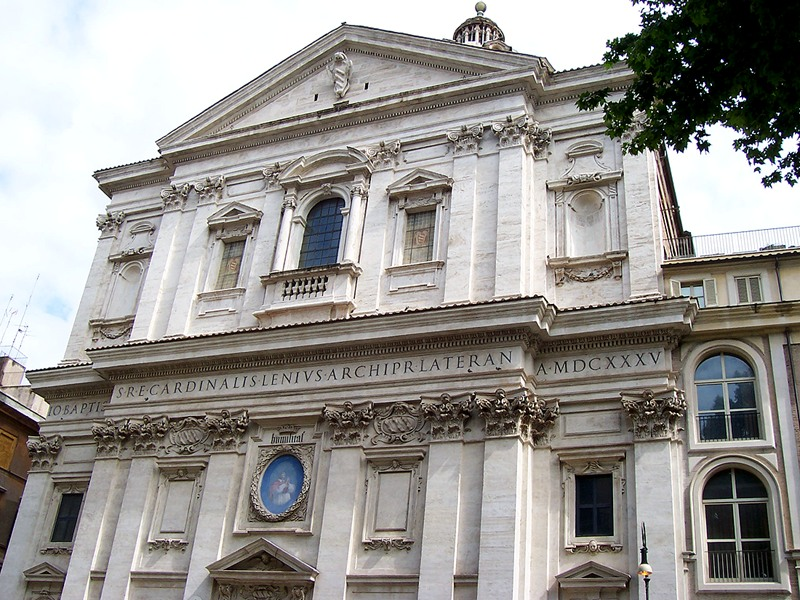
La facciata della chiesa di San Carlo ai Catinari che porta il nome e le insegne del cardinal Giambattista Leni

Curiosamente, al termine della parabola discendente svoltasi nel corso del Cinquecento, la famiglia ha nel suo ultimo membro anche il più illustre della sua intera storia: Giovanni Battista, nato nel 1573 da Girolamo Leni e Licinia Caffarelli, dopo l'elezione nel 1605 di papa Paolo V, grazie ai suoi legami di parentela con il cardinal nepote Scipione Caffarelli Borghese ha una folgorante carriera ecclesiastica che lo porta in pochissimi anni alla porpora cardinalizia. Referendario della Segnatura nel 1606, viene nominato vescovo il 4 luglio 1608, per la diocesi di Mileto, e il 24 novembre dello stesso anno è nominato cardinale. Vescovo di Ferrara dal 3 agosto 1611, diventa prima Arciprete della Basilica di San Giovanni in Laterano e infine Camerlengo nel 1626. Con la sua morte, nel 1627, si estingue la stirpe dei Leni: Giambattista lascia in eredità tutti i suoi beni alla chiesa di San Carlo ai Catinari, in cui si fa seppellire e in cui fa traslare anche i corpi di tutti i suoi antenati: sulla facciata, realizzata tra il 1635 e il 1638 con il denaro del lascito del cardinale, verranno scolpite le insegne araldiche del suo casato; il suo nome, inoltre, è ricordato nell'iscrizione che scorre sulla facciata, e il suo stemma campeggia al centro del timpano.

## Stemma
Lo stemma dei Leni è un'arma parlante, vista la presenza di tre bastoni (legni). La blasonatura è: di rosso, a tre bastoni noderosi d'argento (alias: d'oro) posti in banda, con la bordura inchiavata di rosso e d'argento. Questa versione è documentata in numerosi armoriali romani e, su scala monumentale, dallo stemma del cardinale Giambattista nel timpano della facciata della chiesa di San Carlo ai Catinari a Roma. Una bordura dentellata, solo d'argento, è ben evidente anche nello stemma cardinalizio, in marmi colorati, presente nella cappella di Sant'Anna all'interno della stessa chiesa. È altresì ampiamente attestato l'uso della variante senza bordura, anche nell'alias con i bastoni d'oro (ad esempio in delle specchiature marmoree nella chiesa dei Santi Domenico e Sisto).
Dall'arma Leni prenderebbe origine, secondo la tradizione, quella estremamente simile degli Alberini, famiglia legata ai Leni da vari vincoli matrimoniali. Lo stemma Alberini è: di rosso, a tre clave d'argento poste in banda l'una sull'altra, alla torre di due palchi d'azzurro attraversante, con la bordura inchiavata d'azzurro e d'argento. Presenta dunque lo stesso nucleo (i tre bastoni d'argento in campo rosso) e anch'esso una bordura, anche se di colori differenti; il principale elemento di distinzione è dunque rappresentato dalla torre attraversante.